# هورنیتوز (کالیفرنیا)
هورنیتوز (به انگلیسی: Hornitos) یک منطقهٔ مسکونی در ایالات متحده آمریکا است که در شهرستان ماریپوزا، کالیفرنیا واقع شده‌است. هورنیتوز ۳٫۰۲۰ کیلومتر مربع مساحت و ۷۵ نفر جمعیت دارد و ۲۵۷ متر بالاتر از سطح دریا واقع شده‌است.